# Brühl
Brühl  er en by i Nordrhein-Westfalen mellem Köln og Bonn i Rhein-Erft-Kreis ved udkanten af Naturpark Rheinland. Byen er vokset sammen med Köln. Brühl er særlig kendt for slottene Augustsburg og Falkenlust som er et verdensarvssted. Her ligger også forlystelsesparken Phantasialand. I byen ligger et jernværk bl.a. basseret på brunkulgruberne mod nordvest langs floden Erft (Rheinisches Braunkohlerevier) .
Maleren Max Ernst blev født i Brühl og der er i byen oprettet et museum i hans navn.

## Billeder
- Rådhuset
- Byretten
- Haus zum Stern, bygget i 1531
- Kristuskirken
- Max-Ernst-Museum Brühl
- Brühl omkring 1900

## Eksterne kilder og henvisninger
- Wikimedia Commons har flere filer relateret til Brühl

- Officielt websted
- Max-Ernst-Museum
- Brühler Museumsinsel
- Phantasialand theme park